# 藤家渓子
藤家 渓子（ふじいえ けいこ、1963年7月22日 - ）は、京都府京都市出身の現代音楽作曲家。
東京芸術大学大学院修了。学生時代の同級生に作曲家の野川晴義等がいる。尾高賞を2回受賞し、作品は世界各国で演奏されている。長年長崎県在住であったが、2020年から西アフリカのブルキナファソに拠点を移している。夫はギタリストの山下和仁。なお、著書およびホームページでは「藤家溪子」と表記している。

## 経歴
1963年京都に生まれた藤家は、4歳からピアノを習い、小学校3年でオペラを作る。東京芸術大学および大学院に学び、八村義夫、間宮芳生に師事する。1986年に「クラリネット協奏曲」が第55回日本音楽コンクール作曲部門で第1位入賞、海外派遣特別賞も受賞した。1988年に東京芸術大学大学院を修了し、1990年には「弦楽三重奏曲」がアジア作曲家連盟(ACL)青年作曲賞を受賞した。1992年秋から翌年春にかけて、日米芸術交流プログラムの助成によりニューヨークに滞在した。
環境問題への関心から1994年に京都の22世紀クラブ主催のグリーン・コンサーツ「地球の緑のために」で、管弦楽曲「翡翠の海のパノラマ」を日本初演。1995年に管弦楽のための「思い出す ひとびとのしぐさを」で尾高賞を女性として初めて受賞した。曲名はチリの詩人ガブリエラ・ミストラルの詩「Beber」(飲む、という意味のスペイン語)の冒頭からとられている。翌1996年には、初めてのモノローグ・オペラ「蝋の女」で中島健蔵音楽賞を受賞した。1997年の2作目のオペラ「赤い凪」では台本を自ら執筆して発表、また京都大学創立100周年記念式典のための祝典曲の委嘱を受け、管弦楽曲「輝を垂れて千春を映さんとす」を作曲した。曲名は李白の「古風」という詩より引用されたもので，「その光りが千年の後まで照り映えるような、すばらしい詩を生みたいと思う」という意味である。またこの年に京都で開催された「地球温暖化防止京都会議」に関連し、「京都・山河の響き～コントラバスとギターのための二重協奏曲～」を作曲、ゲーリー・カーと山下和仁のソロで初演した。同年、初の作品集CD「家」をリリースしている。
1998年に、太平洋戦争下での日本人とフィリピン人との交流をテーマとした、ダンスとのコラボレーション「人々の靴を履いて」の公演のため、ニューヨークを再訪した。この年から翌年にかけて、オーケストラ・アンサンブル金沢の第9代コンポーザー・イン・レジデンスを務め、1999年3月に「ギター協奏曲第2番“恋すてふ”」を山下和仁のソロで金沢にて初演する。この曲は2度目の尾高賞を2000年に受賞した。このころ雅楽への興味から、笙とヴァイオリンのための「深々と」(1998年)、龍笛、篳篥、笙、楽琵琶、楽箏のための「天のような地、そして地のような天」(1999年)などを作曲、初演している。また1999年秋には、八ヶ岳高原音楽祭の音楽監督を務めた。
2001年に日本音楽コンクール70周年記念委嘱作品「ピアノ協奏曲第1番“一月の思い出”」を発表し、サントリーホールで初演された。この曲はウラジミル・ミシュクが演奏する自身のピアノ曲「水辺の組曲」を聴くために同年1月に訪れた、ロシアのサンクト・ペテルブルグの思い出を込めたものである。2004年には武蔵野市国際オルガンコンクール委嘱で本選課題曲「オルガン協奏曲“フラ・アンジェリコの墓にて”」を作曲した。同年2枚目の作品集CD「青い花」をリリース、またローマ国際ギター・フェスティバルで「藤家渓子ギター作品の夕」が開催された。
2004年から約10年間、家族とともに山下和仁ファミリー・クウィンテットを設立し、作曲と公演活動を行った。その後はオペラ作曲に力を注ぎ、2018年作曲のオペラ「蝕 (A Vermilion Calm)」を2020年9月にポーランドで初演した。また同年から拠点を西アフリカのブルキナファソに移し、現地の音楽家らとオペラを制作している。

## 主な受賞歴と受賞作
- 「クラリネット協奏曲」：第55回日本音楽コンクール作曲部門（1986年）[8]
- 「弦楽三重奏曲」：ACL青年作曲賞（1990年）[9]
- 「思いだす ひとびとのしぐさを」：尾高賞（1995年）[11]
- 「蝋の女」：中島健蔵音楽賞（1996年）
- 「ギター協奏曲第2番「恋すてふ」」：尾高賞（2000年）[11][19] ※2回目

## 代表作
- クラリネット協奏曲 Op.7（1986年）
- 思いだす ひとびとのしぐさを Op.33（1994年）[28][29]
- 輝を垂れて千春を映さ んとす (京都大学創立100周年記念 委嘱作品) （1997年）
- ギター協奏曲第2番「恋すてふ」Op.60（1999年）
- ピアノ協奏曲第1番「一月の思い出」Op.73（2000年）
- ギターソナタ第1番「青い花」Op.75（2002年）

## ディスコグラフィー
- 1995年 - 21世紀へのメッセージ Vol.2 (グラモフォン POCG-1860)[30][31]
- 1997年 - Works for guitar solo: La casa = 家 (KYBR-9701)[32][31]
- 1997年 - 舞う～ダンス・コレクション/梅津美葉 (RCA)[33][31]
- 1999年 - Trio Akkobasso (ANTES BM-CD31.9071): 「黄色い牛」[34][31]
- 2001年 - 尾高賞受賞作品6 伝説のN響ライブ(キング KICC-3041)[35][31]
- 2001年 - エレジー～クラリネット小品集～ (マイスター・ミュージック)[36]
- 2004年 - The Blue Flower - sonata for guitar solo 青い花 藤家溪子ギター曲集 (RCA BVCC-31081)[37][31]
- 2005年 - フレデリック・シャンピオンorgan Frédéric Champion organ: live at Musashino[38][31]
- 2006年 - アメイジング・グレイス 山下和仁ギター小品集第3集 (クラウン・クラシックス CRCC-37)[39]

## 著作
- 小鳥の歌のように、捉えがたいヴォカリーズ（東京書籍、2005年）[40]